# Halterofilismo nos Jogos Olímpicos de Verão de 2016 - Mais de 105 kg masculino

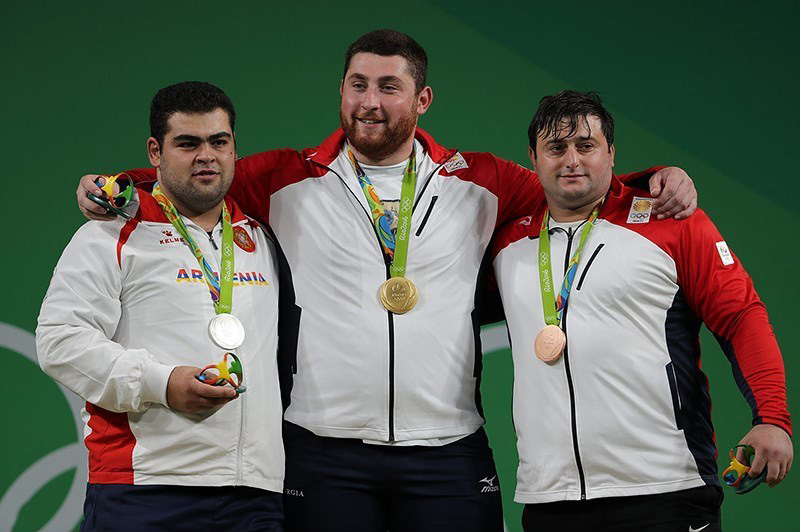
Medalhistas da categoria.

A competição da categoria mais de 105 kg masculino do halterofilismo nos Jogos Olímpicos de Verão de 2016 foi realizada no dia 16 de agosto no Pavilhão 2 do Riocentro.

## Calendário
Horário local (UTC-3)
| Dia          | Horário | Fase    |
| ------------ | ------- | ------- |
| 16 de agosto | 15:30   | Grupo B |
| 16 de agosto | 19:00   | Grupo A |

## Recordes
Antes desta competição, os recordes mundiais e olímpicos da prova eram os seguintes:
| Recorde mundial  | Arranque  | IRI Behdad Salimi     | 214 kg | Paris, França     | 13 de novembro de 2011 |
| Recorde mundial  | Arremesso | IRI Hossein Rezazadeh | 263 kg | Atenas, Grécia    | 25 de agosto de 2004   |
| Recorde mundial  | Total     | IRI Hossein Rezazadeh | 472 kg | Sydney, Austrália | 26 de setembro de 2000 |
| Recorde olímpico | Arranque  | IRI Hossein Rezazadeh | 212 kg | Sydney, Austrália | 26 de setembro de 2000 |
| Recorde olímpico | Arremesso | IRI Hossein Rezazadeh | 263 kg | Atenas, Grécia    | 25 de agosto de 2004   |
| Recorde olímpico | Total     | IRI Hossein Rezazadeh | 472 kg | Sydney, Austrália | 26 de setembro de 2000 |

Depois da competição, novos recordes foram estabelecidos:
| Arranque | 215 kg | GEO Lasha Talakhadze | , |
| Arranque | 216 kg | IRI Behdad Salimi    | , |
| Total    | 473 kg | GEO Lasha Talakhadze | , |

## Medalhistas
| Ouro   | GEO Lasha Talakhadze  |
| Prata  | ARM Gor Minassian     |
| Bronze | GEO Irakli Turmanidze |

## Resultados
Participaram do evento 23 halterofilistas.
| Pos.              | Halterofilista            | Grupo | Peso corporal | Arranque (kg) | Arranque (kg) | Arranque (kg) | Arranque (kg) | Arresesso (kg) | Arresesso (kg) | Arresesso (kg) | Arresesso (kg) | Total |
| Pos.              | Halterofilista            | Grupo | Peso corporal | 1             | 2             | 3             | Resultado     | 1              | 2              | 3              | Resultado      | Total |
| ----------------- | ------------------------- | ----- | ------------- | ------------- | ------------- | ------------- | ------------- | -------------- | -------------- | -------------- | -------------- | ----- |
| Medalha de ouro   | GEO Lasha Talakhadze      | A     | 157.34        | 205           | 210           | 215           | 215           | 242            | 247            | 258            | 258            | 473   |
| Medalha de prata  | ARM Gor Minassian         | A     | 143.67        | 200           | 207           | 210           | 210           | 236            | 241            | 241            | 241            | 451   |
| Medalha de bronze | GEO Irakli Turmanidze     | A     | 135.58        | 197           | 203           | 207           | 207           | 228            | 235            | 241            | 241            | 448   |
| 4                 | ARM Ruben Aleksanyan      | A     | 151.64        | 186           | 193           | 195           | 195           | 245            | 254            | 254            | 245            | 440   |
| 5                 | BRA Fernando Reis         | A     | 154.58        | 190           | 195           | 195           | 195           | 240            | 245            | 247            | 240            | 435   |
| 6                 | UZB Rustam Djangabaev     | B     | 145.88        | 185           | 190           | 195           | 195           | 230            | 237            | 237            | 237            | 432   |
| 7                 | EST Mart Seim             | A     | 149.10        | 187           | 187           | 191           | 187           | 243            | 250            | 255            | 243            | 430   |
| 8                 | CZE Jiří Orság            | A     | 127.27        | 185           | 190           | 191           | 185           | 230            | 240            | 243            | 240            | 425   |
| 9                 | GER Almir Velagić         | A     | 149.17        | 188           | 192           | 192           | 188           | 232            | 240            | 242            | 232            | 420   |
| 10                | HUN Péter Nagy            | B     | 158.86        | 182           | 188           | 193           | 193           | 218            | 227            | 234            | 227            | 420   |
| 11                | UZB Sardorbek Dusmurotov  | B     | 109.79        | 170           | 175           | 179           | 179           | 225            | 232            | 240            | 232            | 411   |
| 12                | BLR Aliksei Mzhachyk      | B     | 135.60        | 180           | 187           | 187           | 187           | 215            | 220            | 224            | 224            | 411   |
| 13                | ALG Walid Bidani          | B     | 123.46        | 180           | 185           | 190           | 190           | 210            | 211            | 220            | 220            | 410   |
| 14                | ECU Fernando Salas        | B     | 162.50        | 171           | 181           | 184           | 184           | 211            | 221            | —              | 221            | 405   |
| 15                | SYR Man Asaad             | B     | 143.42        | 180           | 187           | 187           | 180           | 220            | 233            | 233            | 220            | 400   |
| 16                | GER Alexej Prochorow      | B     | 138.31        | 180           | 185           | 185           | 180           | 207            | 215            | 220            | 215            | 395   |
| 17                | ISR Igor Olshanetskyi     | B     | 129.54        | 160           | 165           | 170           | 165           | 200            | 206            | 207            | 207            | 372   |
| 18                | SVK Ondrej Kružel         | B     | 118.64        | 160           | 165           | 170           | 165           | 200            | 200            | 206            | 206            | 371   |
| 19                | UKR Ihor Shymechko        | B     | 129.75        | 170           | 175           | 175           | 170           | 190            | 195            | 200            | 195            | 365   |
| —                 | IRI Behdad Salimi         | A     | 169.79        | 206           | 211           | 216           | 216           | 245            | 245            | 245            | DNF            | DNF   |
| —                 | TPE Chen Shih-chieh       | B     | 151.66        | 185           | 193           | 193           | 185           | 235            | 235            | 235            | DNF            | DNF   |
| —                 | EGY Ahmed Mohamed         | A     | 143.88        | 185           | 190           | 192           | 190           | —              | —              | —              | —              | DNF   |
| —                 | TKM Hojamuhammet Toýçyýew | A     | 144.71        | 193           | 193           | 193           | DNF           | —              | —              | —              | —              | DNF   |

Legenda
| Recorde mundial      | Recorde mundial (World record)               |                       | Recorde africano                      | Recorde africano (African) |                                           | Q | Classificado por posição (Qualified) |
| Recorde olímpico     | Recorde olímpico (Olympic record)            | Recorde da América    | Recorde da América (Americas)         | q                          | Classificado por melhor tempo (Qualified) |   |                                      |
| Melhor marca do ano  | Melhor marca do ano (World leading)          | Recorde asiático      | Recorde asiático (Asian)              | DNS                        | Não largou (Did not start)                |   |                                      |
| Recorde nacional     | Recorde nacional (National record)           | Recorde europeu       | Recorde europeu (European)            | DNF                        | Não terminou (Did not finish)             |   |                                      |
| Recorde pessoal      | Recorde pessoal do atleta (Personal best)    | Recorde da Oceania    | Recorde da Oceania (Oceania)          | DSQ / DQ                   | Desclassificado (Disqualified)            |   |                                      |
| Recorde da temporada | Recorde da temporada do atleta (Season best) | Recorde sul-americano | Recorde sul-americano (South America) | NM                         | Sem marca (No mark)                       |   |                                      |